# Hololena nevada
Hololena nevada là một loài nhện trong họ Agelenidae.
Loài này thuộc chi Hololena. Hololena nevada được Ralph Vary Chamberlin & Willis J. Gertsch miêu tả năm 1929.